# Chiesa della Beata Vergine Maria Madre della Divina Provvidenza
La chiesa della Beata Vergine Maria Madre della Divina Provvidenza è un luogo di culto cattolico che si trova in via Dino Compagni a Firenze.

## Storia
I Padri Barnabiti acquistarono nel 1867 una villa alle pendici di Fiesole, che trasformarono in collegio prendendo il nome di Collegio "La Querce" in memoria della apparizione e miracolo della Madonna della Querce a Le Cure avvenuto nel 1520. Nel 1940 aprirono presso il loro istituto una cappella per la popolazione della zona. Costituita la parrocchia, nel 1947 iniziarono i lavori per la nuova chiesa, disegnata dall'architetto Aurelio Cetica, che venne consacrata nel 1959.

## Architettura
La facciata lineare presenta tredici nicchie che accolgono le statue di Cristo e degli Apostoli. All'interno, ad unica ed ampia navata illuminata da grandi vetrate, si trova la cappella della Madonna della Provvidenza con una Madonna col Bambino di Benedetto Fraccalvieri, copia di un dipinto del '500. Il Crocifisso ligneo e le stazioni della Via Crucis sono di Mario Silipigni. Lungo la parete di sinistra della navata, vi è l'organo a canne, costruito da Ponziano Bevilacqua tra il 1981 e il 1983, con 50 registri su tre manuali e pedale.